# Ophidiaster duncani
Ophidiaster duncani är en sjöstjärneart som beskrevs av de Loriol 1885. Ophidiaster duncani ingår i släktet Ophidiaster och familjen Ophidiasteridae. Inga underarter finns listade i Catalogue of Life.